# دردار قلبي الأوراق
دردار قلبي الأوراق (الاسم العلمي:Ulmus cordifrons) هو نوع غير مؤكد من النباتات يتبع جنس الدردار من الفصيلة الدردارية.